# 德屬新幾內亞
德屬新幾內亞（德語：Deutsch-Neuguinea），是德意志帝國在大洋洲的一塊殖民地，其範圍包含新幾內亞的北半部以及附近的一些島嶼，從西班牙購得。此地因德國在一戰中戰敗而被瓜分割占。現在主要屬於巴布亞紐幾內亞。
此地主要由新幾內亞島北半部之威廉皇帝領地與俾斯麥群島所組成；其中俾斯麥群島中還包括了新波美拉尼亞（Neu-Pommern ，現名新不列顛島）以及新梅克伦堡（Neu-Mecklenburg ，現名新愛爾蘭島）。
除了薩摩亞以外，其他德國於太平洋上所擁有之島嶼組成德意志帝國太平洋保護領，也由德屬新幾內亞管理。這些島嶼即德屬所羅門群島、加羅林群島、馬里亞納群島（不含關島）、馬紹爾群島和諾魯。

## 历史

### 强迫劳动政策
1884年，德意志帝國商人阿道夫·馮·漢斯曼和德國銀行家財團在柏林創立了新幾內亞公司，旨在殖民和開發新幾內亞（德屬新幾內亞）的資源。德国殖民者为了扩大高利润的种植园就需要更多的劳动力，然而德国殖民政府并没有选择自愿来的招聘，而是强迫性的招聘劳动。殖民政府颁布和实施了新的法律，其要求每个部落每年提供每人四周的劳动，并以现金的形式向殖民政府支付人头税，从而迫使不情愿的当地土著加入劳动队伍以支付所谓的人头税。德国殖民政府确实尝试了从中国、日本和密克罗尼西亚自愿招募劳工的尝试，结果是只有几百人前来应聘。1910年后，德国殖民政府试图通过停止在一些地区招募妇女和关闭一些地区的招募，来减轻其政策带来的影响，最终，地方的土著的酋长们强烈抗议德国的强迫劳动政策，政策导致了索克斯部落叛乱，德国殖民政府的回应是派出4艘军舰，带着745名士兵去击败起义的索克斯部落，并继续实施强迫劳动政策。前来镇压的部队于1911年1月抵达；1911年2月，起义部落的领导人已经投降。

### 第一次世界大战
第一次世界大战爆发后，澳大利亚军队入侵新几内亚，卡尔·冯·克莱维茨上尉和罗伯特·"鲍勃"·冯·布卢门塔尔中尉领导的新几内亚的准军事部队在经历了短时间的抵抗之后最终寡不敌众而投降，澳大利亚于1914年占领了威廉港和附近的岛屿，而日本则占领了德国在太平洋的大部分剩余属地。唯一一次德国新几内亚方面有顽强抵抗的战斗发生在1914年9月11日，澳大利亚海军和军事远征军袭击了位于新不列颠岛上的比塔帕卡（拉包尔附近）的无线站，结果是，澳大利亚远征军方面有6人死亡，4人受伤，这也是第一次世界大战中澳大利亚军队的首次战斗造成的伤亡。德国殖民军队的情况更糟了，一名德国军官和30名美拉尼西亚警察被杀，到了9月21日，新几内亚殖民地的所有德国军队都投降了。

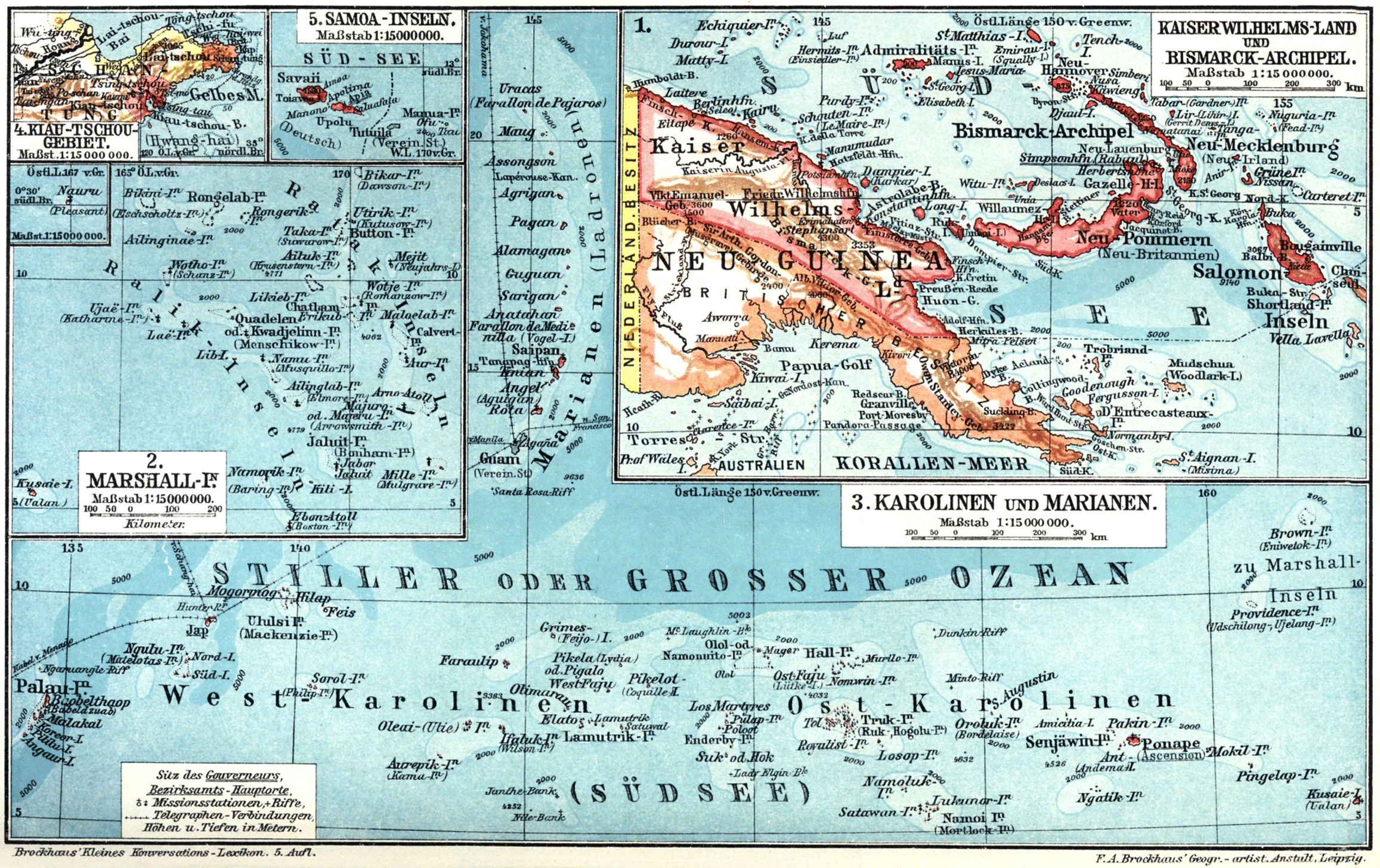
Map of Kaiserwilhelmsland, 1884–1919

然而，在整个战争期间，德国将军赫尔曼-德茨纳中尉和大约20名当地警察并没有屈服于澳大利亚而是深入内陆，并在新几内亚的内陆地区躲避追捕。在战争爆发时，德茨纳和他的远征队正在进行对边界的测量考察，来绘制德属新几内亚与澳大利亚控制的巴布亚的边界。德茨纳在1920年出版的Vier Jahre unter Kannibalen 一书中声称自己深入了新几内亚的内陆。尽管者说法受到了广泛质疑，且他在这本书之中夸大的描述了许多内容。最后，德茨纳在1932年收回了他的关于深入内陆等的大部分说法。
1919年《凡尔赛条约》签订后，德国失去了其所有的殖民地，包括德属新几内亚。1923年，国际联盟授予澳大利亚对瑙鲁的托管权，英国和新西兰为共同托管人。 赤道以南的其他土地成为新几内亚，是由澳大利亚管理的国联委任统治地，委任统治直到1949年（在新几内亚战役中被日本占领而中断了一段时间），其后与澳大利亚的巴布亚合并，成为巴布亚和新几内亚，最终为现代的巴布亚新几内亚奠定基础和独立。赤道以北的岛屿成为日本统治下的国联的南洋群岛委任统治区。日本在第二次世界大战中战败后，前日本委任统治的岛屿由美国管理，成为联合国托管领土太平洋群岛的托管领土。

## 经济
尽管自1840年以来，捕鲸船和贸易船一直停靠在新几内亚的港口和岛屿上，但直到1883年新几内亚才开始尝试发展农业。
二十世纪初，在新几内亚的科可波和北海岸地区，那里的主要作物是椰子。也有相当大的面积是用来种植橡胶的，然而尽管有2,000英亩是用来种植橡胶树的，但其橡胶经济并没有更大的扩大生产和进展。

## 历代旗帜
| 德属新几内亚公司，1885年—1899年 |
| 德属新几内亚公司，1885年—1899年 |

| 德意志帝國殖民部旗幟，1892年—1918年 |
| 德意志帝國殖民部旗幟，1892年—1918年 |

| 德属新几内亚提案旗幟，1914年 |
| 德属新几内亚提案旗幟，1914年 |

| 德属新几内亚提案旗幟，1914年 |
| 德属新几内亚提案旗幟，1914年 |

| 德属新几内亚使用旗幟，1914年 |
| 德属新几内亚使用旗幟，1914年 |